# Baciami Guido
Baciami Guido è una commedia indipendente del 1997 scritta e diretta da Tony Vitale.

## Trama
Frankie è un giovane italoamericano che vive assieme alla famiglia a New York, nel Bronx, mantenendosi come pizzaiolo nel locale di famiglia, attività che svolge però controvoglia, desiderando invece emergere come attore, un suo sogno nel cassetto che è fortemente osteggiato dai suoi. Ormai stufatosi della propria vita familiare, soprattutto dopo aver sorpreso suo fratello maggiore Pino ad amoreggiare con la sua fidanzata Debbie, Frankie decide dunque di lasciare il Bronx ed il suo lavoro per cercare di diventare veramente un attore. Nella sua ricerca d'un posto in cui stare, s'imbatte in un annuncio immobiliare con la sigla GMW a cui risponde molto frettolosamente, pensando voglia dire "ragazzo con soldi" (Guy With Money), mentre in realtà la sigla sta ad intendere "ragazzo gay bianco" (Gay White Male).
Scoperto l'equivoco non appena fa la conoscenza del suo inquilino autore dell'annuncio, Warren, un attore teatrale gay da poco lasciato dal suo fidanzato regista Dakota, i due, dopo un'iniziale e reciproca ostilità, riescono a venire a patti stringendo un accordo in cui Frankie, in cambio della possibilità di continuare ad abitare nell'appartamento di Warren, dovrà fingersi la sua ultima conquista, comportandosi come il classico luogo comune del rude italoamericano dal temperamento baldanzoso e machista (uno stereotipo etnico che, in seno all'immaginario statunitense, va dietro l'appellativo gergale di Guido), allo scopo di fare ingelosire il suo ex.
Ma Dakota, fattosi vivo al seguito d'un pittoresco drammaturgo, inaspettatamente gli offre una parte nella commedia teatrale di quest'ultimo che si sta accingendo ad allestire: inizialmente Warren si dimostra entusiasta e, anche perché rimasto da un po' di tempo impantanato in un periodo di magra, accetta ma dopo un violento pestaggio si ritrova impossibilitato nel sostenere il ruolo, cosicché è Frankie a doverlo sostituire.
Il giovane, benché sia al settimo cielo all'idea di poter esordire su un palcoscenico, nutre ciononostante delle forti preoccupazioni, poiché la piéce comprende un appassionato bacio gay. Per quanto sia motivato e ce la metta tutta nelle prove, il pensiero di baciare un uomo in pubblico lo tormenta, rischiando dunque d'intaccare la sua prestazione recitativa; quando poi scopre che anche la sua famiglia è presente alla prima, sembra che lo spettacolo stia per arenarsi ma alla fine riuscirà però, dopo un po' di esitazione, a vincere le sue paure ed i suoi pregiudizi ed a realizzare una buona performance ed i parenti, colpiti della sua interpretazione, finiranno con l'accettare la sua decisione di diventare un attore.

## Adattamento televisivo
Nel 2001 la CBS realizzò una serie televisiva intitolata Some of My Best Friends, ispirata al film. La serie è stata scritta e sviluppata dallo stesso Vitale assieme a Marc Cherry, in seguito ideatore di Desperate Housewives. La serie, che vedeva tra i suoi interpreti Jason Bateman nel ruolo di Warren e Danny Nucci nella parte di Frankie, è stata cancellata dopo soli 7 episodi.